# Тансу Чилер
Тансу Пенбе Чилер (на турски: Tansu Penbe Çiller, родена на 9 октомври 1946) е турски икономист и политик. Тя е първата и единствена жена, заемала поста министър-председател на Турция.

## Образование и начало на професионалния път
Тансу Чилер е дъщеря на Неджмети Хюсеин Чилер, бивш губернатор на турската провинция Биледжик, който е от аджарски произход. Завършва американски девически колеж към Робърт колеж в Истанбул. Завършва магистърска степен на образование (MS) в Университета на Ню Хампшър и защитава докторска степен (PhD) в Университета на Кънектикът, САЩ. След това има следдипломна квалификация в Университета Йейл. През 1978 г. става лектор в Босфорския университет в Истанбул, а през 1983 г. става професор в същия университет. Работила е и като президент на вече несъществуващата Банка Истанбул.

## Политическа кариера
След като преподава в няколко университета, през 1990 г. Тансу Чилер влиза в политиката, присъединявайки се към консервативната Партия на Верния път. През 1991 г. е избрана за депутат в турския парламент от Истанбулски район. Заема поста държавен министър на икономиката в коалиционното правителство на Сюлейман Демирел. На 13 юни 1993 г. става лидер на партията, а по-късно и министър-председател на Турция в коалиционно правителство. След оттеглянето на Републиканската народна партия (РНП) от коалицията през 1995 г. Чилер прави неуспешен опит да сформира правителство на малцинството. След това се съгласява на сформиране на нов кабинет с участието на РНП и отива на предсрочни избори.
На проведените на 24 декември същата година парламентарни избори Партията на благоденствието на Неджметин Ербакан печели 158 места от 550-местния турски парламент, което я прави най-голямата парламентарно представена партия в страната. За пръв път от обявяването на републиката през 1923 г. проислямистка партия е водеща политическа сила. Възникват опасения, че изключително влиятелният турски военен елит няма да приеме изборния резултат и ще организира нов държавен преврат. В резултат на национален дебат, правителството на Чилер продължава да функционира до март 1996 г., близо три месеца след провеждането на изборите, до постигането на съгласие за създаване на коалиция с малцинство в парламента с Отечествената партия на Месут Йълмаз.
След организирания от Партията на благоденствието вот на недоверие към правителството, коалицията между партиите на Чилер и Йълмаз рухва, което принуждава президента Сюлейман Демирел или да насрочи нови избори или да връчи мандат за съставяне на правителство на лидера на Партията на благоденствието Неджметин Ербакан. Демирел избира второто, а Партията на верния път сформира първото ислямистко правителство в Турция в коалиция с Партията на благоденствието, оглавявано от Ербакан. Тансу Чилер е вицепремиер и министър на външните работи в този кабинет.
Проислямисткото управление на Ербакан засилва външнополитическите връзки с Иран и Либия, активно участва в изграждането на Ислямската осморка. Във вътрешнополитически план започва настъпление срещу устоите на светската държава, разрешава носенето на фереджета в обществените сгради в Турция (като дори Тансу Чилер се покрива с чадра). Турските военни увеличават категоричността и публичните предупреждения срещу правителството на Ербакан, които в крайна сметка довеждат до оттеглянето му. По това време има споразумение между Ербакан и Чилер за размяна на премиерския пост. Преди да успее да състави четвъртото си правителство Тансу Чилер е отстранена чрез парламентарен преврат, организиран от военните, известен като „постмодерният преврат“ на Турция. Партията на верния път е трета политическа сила, поради което, след оттеглянето на Ербакан, президентът Демирел дава мандат на лидера на втората по големина партия Месут Йълмаз, който успешно съставя правителство.

## Постижения и критики
По време на управлението на Чилер, на 31 декември 1995 г., влиза в сила митнически съюз между Европейския съюз и Република Турция. Тя е премиер на Турция и по време на военната криза „Имия/Кардак“ със съседна Гърция през 1996 г.
Едно от основните ѝ постижения е модернизирането на турската армия и превръщането и в една от най-силните войски в света. Успява да убеди Държавния департамент на САЩ да включи ПКК в Списъка с международните терористични организации, което по-късно прави и Европейският съюз.
Чилер е член на Съвета на жените световни лидерки – международна организация на настоящи жени президенти и министър-председатели, чиято основна мисия е да мобилизира жените на ръководни постове в световен мащаб за колективни действия по въпроси от критична важност за правата на жените.
Често е обвинявана от множество критици, че е една от причините за влизането и трайното установяване на ислямистите във властта в Турция.
През 2000 г. е разследвана от турския парламент по обвинения, че по време на управлението си е използвала за партийни цели средства от секретен държавен фонд, предназначен за операции, свързани с националната сигурност. По-късно обвиненията срещу нея и Месут Йълмаз са снети по решение на разследващите парламентарни комисии.
След разгрома на изборите през 2002 г. Тансу Чилер напуска политиката.